# August Riedel
Johann Friedrich Ludwig Heinrich August Riedel (Bayreuth, 25 dicembre 1799 – Roma, 6 agosto 1883) è stato un pittore tedesco.

## Biografia

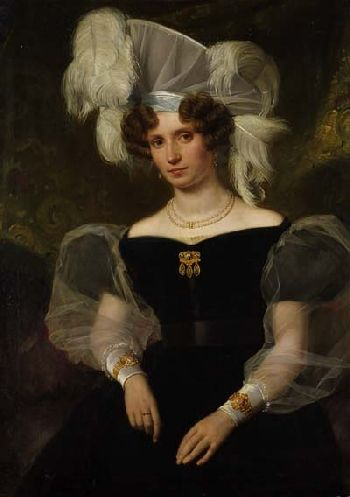
Ritratto di Therese von Schenk, 1831

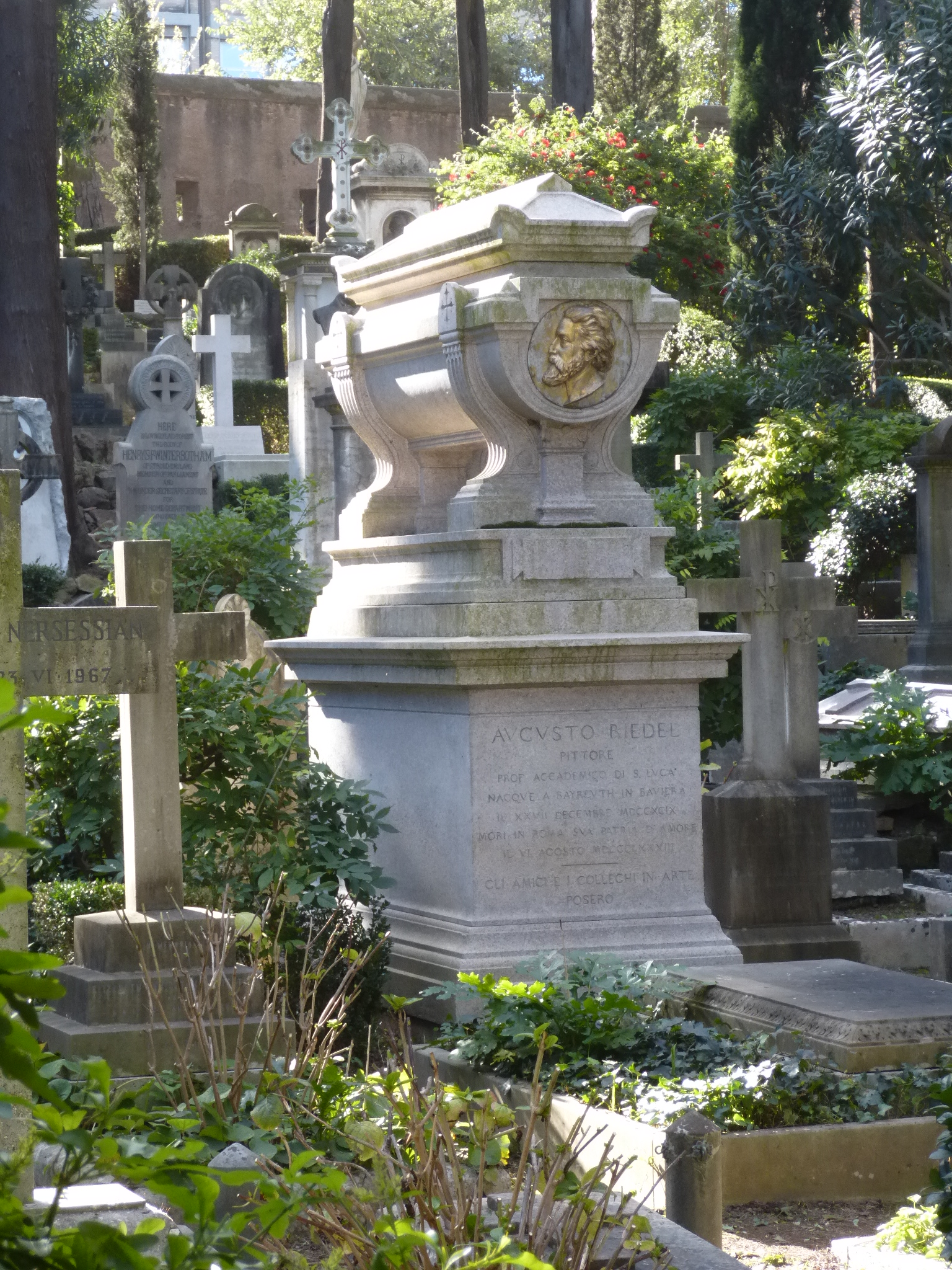
Tomba di Riedel al cimitero acattolico

Figlio dell'architetto Karl Christian Riedel, August Riedel frequentò l'Accademia delle belle arti di Monaco di Baviera, dal 1820 in poi, dove egli dimostrò di avere un occhio per il colore. Sviluppò il suo senso del colore ulteriormente in Italia, dove si trasferì nel 1828, restandovi fino alla morte. Fece parte, in gioventù, del Lukasbund, e divenne nella maturità accademico di San Luca. Ebbe un discreto successo in Germania negli anni centrali dell'Ottocento: sue opere sono esposte alla Neue Pinakothek di Monaco di Baviera e alla Alte Nationalgalerie di Berlino.

Così lo descriveva Paul Heyse al tempo del suo soggiorno romano dell'autunno 1852:
(Paul Heyse)
Alla sua morte, "amici e colleghi in arte", come si può leggere nell'epigrafe, gli eressero al cimitero acattolico un alto sarcofago, dove il suo ritratto dorato riceve ancor oggi tutta la luce possibile.